# Верила
Верила (болг. Верила) — гора в западной Болгарии, часть Верило-Руйского горного хребта. Расположена между горными массивами Рила и Витоша. Наивысшая точка горы — вершина Голям-дебелец.
У подножия горы располагаются поселения: на севере — Лисец и Доспей, на западе — Дрен и Делян, на юго-западе — Тополница. С Витошей Верила граничит на севере, с Рилой на юге, а на северо-востоке с горой Планой. Верила — часть водораздела между реками Струма и Искыр и, соответственно, между Чёрным морем и бассейном Эгейского моря.
Весной, при таянии снегов, на Вериле образуется довольно мало горных речек. С неё стекает только ручей Тополница, собирающий также некоторые другие потоки на пути. Об этом и говорит название самой горы, являясь антонимом к названию массива Рила, что значит «гора со многими водами».
Северные склоны горы покрыты смешанными лесами из дуба, бука и орешника. Гора входит в экосистему особо охраняемых природных территорий в ЕС «Натура 2000». По горе проходит часть туристического маршрута Е4, соединяющего собой горы Витоша, Верила, Рила, Пирин и Славянка.